# Eliza (program)

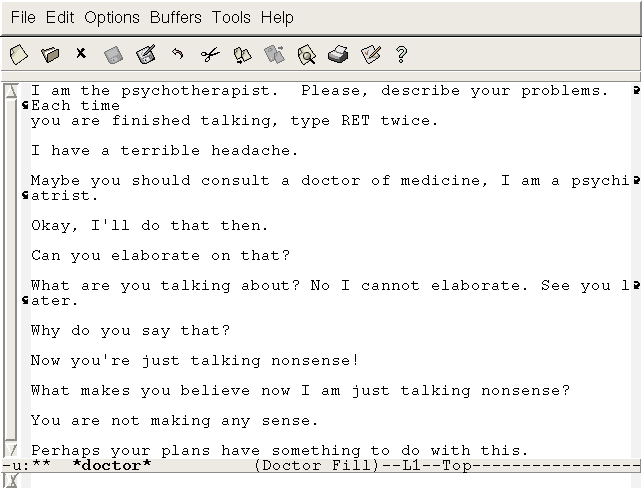

Az Eliza programot Joseph Weizenbaum tervezte 1966-ban az MIT-n, azzal a szándékkal, hogy a program képes legyen részt venni emberrel vagy egy másik programmal folytatott beszélgetésben. Nevét a szegény családból   származó virágáruslányról, Eliza Doolittleről kapta, akit G. B. Shaw Pygmalion (1912) című színdarabjában egy híres fonológus professzor tanít előkelő beszédre és viselkedésre. Az Eliza program egy paródia a gyenge mesterséges intelligencia kutatására. Joseph Weizenbaum csodálkozott, hogy sokan komolyan vették.

## Működése
Az Eliza algoritmus a beszélgetőtárs közléseiből kulcsszavak keresésével és behelyettesítésével állítja elő értelmesnek tűnő válaszait.

### A működési alapelvek
Adatbázisában több szó és kifejezés, és az ahhoz tartozó válasz-sablonok szerepelnek. Ha a beszélgetőtárs kommunikációja tartalmazza valamelyik kulcsszót, az algoritmus véletlenszerűen kiválaszt egy, a szóhoz társított elemet adatbázisából, és megalkotja a választ. A programot hamar le lehet leplezni, de az értelmes személlyel folytatott párbeszéd illúziója akár több beszélgetés után is fennmaradhat. A viszonylag egyszerű algoritmus ellenére számos anekdota kering arról, hogy a program annyira meggyőző volt, hogy egyesekben érzelmeket ébresztett a számítógéppel való beszélgetés.

### Egy példa
Az algoritmus nagyban épít az angol nyelv sajátos nyelvtani szerkezetére, ezért más nyelveken alkalmazni bizonyos nehézségekkel jár.
Az algoritmus sajátos "mellékhatása", hogy a program hasonló stílusban válaszol, mint egy rogersi szemléletű terapeuta: gyakran "tükrözi" vissza beszélgetőpartnere mondatait, formálja át kérdésekké kijelentéseit, bátorítja őt az adott téma kifejtésére. Ezzel a viselkedéssel az algoritmus alkotója igyekezte megkerüli azt a problémát, hogy a program adatbázisában nem szerepel valódi ismeretanyag a világról.

## Eliza vs. Parry
Parry szintén Elizához hasonló chatbot. Megpróbálták összemérni a két program tudását, de ez igen gyengén sikerült, mivel a programok kifejezetten az emberre építettek.

## Hatása
Az évente átadott Loebner-díjat az Elizához hasonló programok versenyén a legemberszerűbben reagáló program alkotója kapja.
Mára számos csevegőrobot létezik. Némelyikük kártékony indíttatásból íródott, ezek csevegőszobákban, vagy azonnali üzenetküldő alkalmazásokon keresztül terjesztenek spam üzeneteket.